# Martin Moosmüller
Martin Moosmüller (* 30. Januar 1939 in München) ist ein deutscher Banker. Er wurde vor allem bekannt durch die Entwicklung der Moosmüller-Methode zur Berechnung von Renditen bei Wertpapieren.

## Leben
Moosmüller wurde an der Bayerischen Gemeindebank (ab 1972 Bayerischen Landesbank Girozentrale) zum Bankkaufmann ausgebildet. Persönlicher Schwerpunkt Moosmüllers waren die Börse und das damit verbundene Wertpapiergeschäft. Später übernahm er die Leitung der Wertpapierabteilung und wurde Generalbevollmächtigter der Bank. 1999 ging Moosmüller in den Ruhestand. Seit 2001 ist er Vorsitzender des Aufsichtsrats bei der Moosmüller & Knauf AG.

## Schaffen
Moosmüller entwickelte die Moosmüller-Methode. Diese ermöglicht eine dynamische Renditeberechnung, die hauptsächlich von institutionellen Händlern verwendet wird. Sie ermittelt finanzmathematisch korrekt die jährliche Effektivverzinsung auf Basis einer Periodenrendite. Dabei sind, im Gegensatz zu alternativen Berechnungsmodellen, alle Zeitintervalle nach der ersten Zahlung des Schuldners bis zum Ende der vereinbarten Laufzeit gleich lang.
Die Moosmüller-Methode wurde bereits Ende der 1970er Jahre in programmierbaren Taschenrechnern angewendet und wird innerhalb der aktuellen Rechensysteme weiterhin verwendet.